# 藤沢瀬里菜
藤沢 瀬里菜（ふじさわ せりな　1984年6月7日 - ）は、兵庫県神戸市出身の女優である。インゴットエンタテイメント所属。2015年結婚を機に引退。

## 人物・エピソード
雑誌・ショー・スチールなどでモデルとして活躍するほか、舞台や映画などにも出演し、活動の幅を広げている。
好きなスポーツは野球・マラソン・水泳・バスケットボール
趣味・特技は映画鑑賞・料理・旅行・バルーンアート・ダイビング（オープンW）/日本舞踊
中学・高校の部活はバスケットボール部。大学生時代は女子軟式野球部の部長・キャッチャーを務めていた体育会系。
らーめん二郎と柿の種が好きで頻繁にブログに記事を掲載している。

## 出演作品

### テレビ
- NHK「軍師官兵衛」第11・35回（2014年1月 - 12月）
- TBS「刑事のまなざし」6話（2013年10月 - 12月）
- CX「間違われちゃった男」（2013年4月 - 6月）
- CX「ラストシンデレラ」（2013年4月 - 6月）
- NHK「ご縁ハンター」1話（2013年4月�- 6月）
- YTV「おぐねーの美人創造計画」（2012年）
- NHK「ドラクロワ」＃15（2012年8月）
- TX「ビジネスリポート」（2012年）
- CSフジ「恋なんて贅沢が私に落ちてくるだろうか？」（2012年3月 - ）
- テレ朝「関ジャニの仕分け∞」（2012年）
- EX「ガールズトーク〜十人のシスターたち〜」（2012年11月20日）
- NHK土曜時代劇「隠密八百八町」1話（2011年1月 - ）
- BS「クロヒョウ 龍が如く 新章」（2010年9月 - ）
- ANB「全力坂」（2010年10月）
- TX「イツザイ」（2009年9月-）
- NTV「東京日和」（2009年）
- CS「お台場お笑い道」（2006年）
- TBS「特命！刑事どん亀」（2006年4月 - 6月）
- TBS「花より男子」（2005年10月 - 12月）

### 映画
- 「電車男」（2005年）
- 「乱暴者の世界」（2010年）

### 舞台
- ドラマコレクション夏「POINT OF RETURN」ヒロイン：彩 役
- サイインターナショナル「桜SAKURAサクラ」（2009年3月）佐々木絵里 役
- 脇組プロデュース 「幕末義侠伝〜CHUJI〜」（2009年5月）お春 役
- くりびつてんぎょうプロデュース「天国への扉」（2009年9月）ヒロイン：聖子 役
- ハルベリープロデュース「超恋愛」（2009年12月）主演：藤田今日子 役
- HYBRID PROJECT「独りの国のアリス」（2010年2月）若いアタシ・ママ 役
- たいしゅう小説家 Present's「もうひとつのハムレット」（2010年5月）ヒロイン：天本沙希・オフィーリア 役
- TUFF STUFFプロデュース 「FROG〜新撰組寄留記」（2010年7月）明里・北見あかり 役
- たいしゅう小説家「OH MYゴースト!!」（2010年8月）ヒロイン：理子 役
- D’TOT vol.2「LAST SMILE」（2011年2月）シャオロウ 役
- たいしゅう小説化家 Present's「GONDA’s STORY#〜ぼたもちの調べ」（2011年4月）すみれ 役
- たいしゅう小説家 Present's「サダオノサダメ」（2011年4月） 　ゲスト出演
- 不消者　第15回公演「青春ノスタルジア」（2011年6月）日高由貴 役
- 不消者　第16回公演「ホスピタルビルド2011」（2011年7月）辻里美 役
- たいしゅう小説家 Present's「茂子と夕日と来々軒と」（2011年8月）内田節子 役
- キティフィルムPresent`s 『ソラオの世界』（2011年10月）

### CM
- サントリー「セサミンEX」（2014年 - ）
- アサヒ「スーパードライ」（2013年）
- MTI「デコともDX」（2012年）
- NTTPCコミュニケーションズ（2009年）
- 三井住友VISAカード（2006年）

### WEB
- 日本ハム「中華名菜」（2013年・2014年）
- P&Gファブリーズミストラル　WEBドラマ （2010年）
- ゼンリン（2009年）
- 美人時計×エースコック（2011年1月 - ）

### 雑誌
- マガジンハウス「Tarzan」マラソン特集
- ベルシステム24「Urb アーブ」
- FREERIDER MAGAZINE
- 2011 デアゴスティーニ「週刊もっとデジタル一眼」

### スチール
- ジーンズメイト　広告/WEB
- 内田洋行　カタログ
- ミズノスポーツ　2009年A/Wカタログ
- カネボウ化粧品メイクアップモデル
- アスカコーポレーションメイクモデル

## ショー・ステージ・ミス
- 2011　カスタムプロデュース「SKINS」ステージモデル
- Inter BEE　ステージモデル
- 日本メイクアップ大賞　メイクモデル
- 大丸　浴衣・水着コレクション
- ミスメキシコキャンペーンガール2006